# ملوك الضحك (فلم)
ملوك الضحك  فيلم كوميدي موسيقي استعراضي للمخرج محمود فريد عام 1975 عن قصة وسيناريو وحوار عبد العزيز سلام. الفيلم من بطولة حسن يوسف، ناهد شريف، سمير غانم، محمد رضا، صفاء أبو السعود، وسيد زيان  وتدور الأحداث حول المعلم فرحات وحياته الصاخبة وعشقه للراقصة سهام التي تدفعه لإنتاج فيلم من إخراج المخرج الإيطالي المدعي صبريانو استيفانو.
صدر الفيلم إلى دور العرض المصرية في 7 أكتوبر 1975.
منح موقع قاعدة بيانات الأفلام العربية "السينما.كوم" الفيلم درجة 5.7/ 10.

## طاقم التمثيل
حسن يوسف: في دور شاكر (صاحب مسرح)
ناهد شريف: في دور سهام (الراقصة حبيبة شاكر)
سمير غانم: في دور صابر (صديق وجار شاكر)
محمد رضا: في دور المعلم فرحات (تاجر الخردة)
صفاء أبو السعود: في دور وفاء (مضيفة الفندق)
سيد زيان: في دور بلية (شقيق زوجة المعلم فرحات)
نبيلة السيد: في دور سعدية (زوجة المعلم فرحات)
سهير الباروني: في دور جميلة (زوجة بلية)
زكريا موافي: في دور صاحب بيت صابر
سهير صبري: في دور سهير (مضيفة الفندق)
جليلة محمود: في دور بطة (مضيفة الفندق)
أشرف السلحدار: في دور مدير الفندق
زيزي مصطفى: في دور الراقصة
محمد حمدي: في دور حمدي (مساعد المخرج)
سيد إبراهيم: في دور سكرتير شاكر
نبوية سعيد: في دور نعيمة (مضيفة الفندق)
محمد أبو حشيش: في دور لص الغسيل
بالاشتراك مع: محمد الحلو – الطوخي توفيق 

## أحداث الفيلم
يعيش المعلم فرحات (محمد رضا)، تاجر الخردة، حياة مترفة فهو يجمع إيراد التجارة ويذهب للسهر والإنفاق على فتيات الكباريهات. المعلم فرحات يعشق الراقصة سهام (ناهد شريف)، وتقترح عليه إنتاج فيلم سينمائي تقوم ببطولته، وتعرفه على حبيبها شاكر (حسن يوسف)، صاحب المسرح، على إنه شقيقها. يفضل المعلم فرحات، أن يقوم شاكر ببطولة الفيلم، حتى إذا احتضن سهام أو قبلها في الفيلم، لن ينزعج المعلم، لأن شاكر شقيقها، ويشترط المعلم أيضاً أن يكون المخرج إيطالياً. تتكون أسرة المعلم فرحات من زوجته سعدية (نبيلة السيد)، وشقيقها بليه (سيد زيان)، الذراع الأيمن للمعلم، والمتزوج من جميلة (سهير الباروني). يلجأ صابر (سمير غانم) لزميله وإبن حارته شاكر، ليجد له عملاً في مسرحه، حيث أنه عاطل، ويطارده صاحب البيت (زكريا موافي) لعدم تسديده للإيجار، ويرفض شاكر مساعدة صابر ولكن عندما يلاحظ أن صابر يجيد بعض الكلمات الإيطالية، يتمسك به، ويطلب منه أن يدعي أنه المخرج الإيطالي "صبريانو استيفانو"، ليقوم بإخراج الفيلم. يتم إستقبال المخرج صبريانو في المطار، ويقيم في أفخم الفنادق، حيث يخصص له مدير الفندق (أشرف السلحدار)، أجمل فتيات الفندق لاستقباله وخدمته، ومنهم بطه (جليلة محمود)، التي ترغب في التمثيل، وكذلك سهير (سهير صبري) المطلقة، التي تطمع في المخرج وأمواله، وكذلك وفاء (صفاء أبوالسعود)، التي لم تكن لها أي طموحات مع المخرج المزيف، ومعهن أيضاً نعيمة (نبوية سعيد). يتلاعب المخرج بالمضيفات بطه وسهير، ويهرب من نعيمة، ولكنه يفشل مع وفاء، فتدخل قلبه ويحبها، ويزور والدتها المريضة، وينفق على علاجها، من أموال المنتج فرحات. بينما يستغل شاكر الموقف ليمارس الحب مع حبيبته الراقصة سهام، أثناء تصوير اللقطات، أمام أعين المنتج فرحات، كما يطمع الجميع في بطلة الفيلم سهام، وتضطر لمواعدتهم جميعاً في حجرتها، المعلم فرحات وبلية والمخرج صبريانو، وفي نفس الوقت تتصل بالزوجات سعدية وجميلة، لمفاجأة أزواجهن في دولاب حجرة الراقصة. يفيق صابر لنفسه، بعد أن أحب وفاء، ويصارحها بالحقيقة، ويطلبها للزواج، ويسلم الفيلم لمساعد المخرج حمدي (محمد حمدي)، ويضطر للإعتراف للمعلم فرحات بالخدعة، ويكشف له علاقة شاكر وسهام الحقيقية، ويعيد له ما تبقى معه من أموال الفيلم. يعجب المعلم فرحات بصراحة صابر، ويعينه مساعداً وسكرتيراً له، بينما يتعرض المعلم لتحذيرات وتهديدات من زوجته، فيقرر البعد عن سهام، وتركها لحبيبها شاكر، ويأتي لهم بالمأذون ليزوجهم في نهاية الفيلم، ويتزوج صابر من وفاء، ويسلم المعلم فرحات نفسه لزوجته سعدية، بينما تقبض جميلة على زوجها بلية.

## وصلات خارجية
- مقالات تستعمل روابط فنية بلا صلة مع ويكي بيانات
- ملوك الضحك على موقع الدهليز
- ملوك الضحك على موقع كاروهات